# ثابت أوميغا
ثابت أوميجا هو ثابت رياضي يُشار إليه بالحرف اليوناني أوميجا ، والذي ينص على:
{\displaystyle \Omega \,e^{\Omega }=1\,}
قيمة الثابت بالتقريب هي: ...0.5671432904097838729999686622. انه يحقق المعادلات
{\displaystyle e^{-\Omega }=\Omega \,} وأيضًا {\displaystyle \ln \Omega =-\Omega \,} .
وفقًا للرسمتين البيانيتين للدالتين {\displaystyle e^{x}} و {\displaystyle {\frac {1}{x}}} . عند نقطة تقاطعهما، إحداثي {\displaystyle x} هو ثابت أوميغا.
هذا الثابت هو الحل الوحيد لـ (1)W حيث أن W هي دالة W لامبرت . اسمها مشتق من الاسم الآخر لهذه الدالة وهو دالة أوميغا.
يمكن بناء ثابت أوميغا بشكل متكرر من خلال سلسلة من التقريبات التي تبدأ عند Ω0 معيّن وتستوفي الشرط:
{\displaystyle \Omega _{n+1}=e^{-\Omega _{n}}\,}
تتقارب السلسلة إلى ثابت أوميغا عندما يقترب n إلى ما لا نهاية . يتم الحفاظ على الحد لأن ثابت أوميغا هو "نقطة ثابتة" للدالة {\displaystyle e^{-x}} .
البناء الأكثر فعالية هو
{\displaystyle \Omega _{n+1}={\frac {1+\Omega _{n}}{1+e^{\Omega _{n}}}}}
لأن الدالة
{\displaystyle f(x)={\frac {1+x}{1+e^{x}}}}
هناك نفس "النقطة الثابتة"، ولكن في هذه النقطة تكون المشتقة تساوي 0، وبالتالي فإن السلسلة تميل إلى الحد بشكل أسرع بكثير (يتضاعف عدد الأرقام الصحيحة تقريبًا في كل تكرار).
ثابت أوميغا يحافظ على الُمتَطابِقَة:
{\displaystyle \Omega ={\frac {1}{\displaystyle \int _{-\infty }^{\infty }{\frac {{\rm {d}}x}{(e^{x}-x)^{2}+\pi ^{2}}}}}-1\,}

## صفات
ثابت أوميغا غير نسبي (الأرقام بعد الفاصلة العشرية لا تنتهي).
البرهان: نفترض سلبيًا أنه عدد نسبي، فلذلك يوجد عددان صحيحان p وq حيث:
{\displaystyle {\frac {p}{q}}=\Omega }
ويتحقق أن:
{\displaystyle 1={\frac {pe^{\left({\frac {p}{q}}\right)}}{q}}}
{\displaystyle e=\left({\frac {q}{p}}\right)^{\left({\frac {q}{p}}\right)}={\sqrt[{p}]{\frac {q^{q}}{p^{q}}}}}
لكن e هو عدد متسامٍ ، في حين أن التعبير الذي وصلنا إليه هو جذر متعدد الحدود (بولينوم) بمعاملات نسبية (من الدرجة q)، أي جبري . تناقض!
ولذلك ثابت أوميغا متسامٍ أيضًا. لأنه إذا كان جبريًا فوفقًا لنظرية ليندمان-فايرشتراس {\displaystyle \exp(\Omega )} سيكون متعاليًا، وهكذا أيضًا {\displaystyle \exp ^{-1}(\Omega )=-\Omega } وهو ما يتناقض مع افتراض أن ثابت أوميغا جبري.

### تمثيلات متكاملة
يتم إعطاء الهوية المستحقة لفيكتور أدامشيك (Victor Adamchik)[بحاجة لمصدر] من خلال العلاقة:
{\displaystyle \int _{-\infty }^{\infty }{\frac {dt}{(e^{t}-t)^{2}+\pi ^{2}}}={\frac {1}{1+\Omega }}.}
العلاقات الأخرى المستحقة لـ ميزو وكالوجين-جيفري-كورليس هي:
{\displaystyle \Omega ={\frac {1}{\pi }}\operatorname {Re} \int _{0}^{\pi }\log \left({\frac {e^{e^{it}}-e^{-it}}{e^{e^{it}}-e^{it}}}\right)dt,}
{\displaystyle \Omega ={\frac {1}{\pi }}\int _{0}^{\pi }\log \left(1+{\frac {\sin t}{t}}e^{t\cot t}\right)dt.}
يمكن توسيع الهويتين الأخيرتين إلى قيم أخرى للدالة W (انظر أيضًا دالة لامبرت W § التمثيلات).

### التسامي
الثابت Ω متسامٍ. ويمكن اعتبار ذلك نتيجة مباشرة لنظرية ليندمان-فايرستراس. بالنسبة للتناقض لنفترض أن Ω جبرية. وفقًا للنظرية، e−Ω متسامٍ، لكن Ω = e−Ω، وهو تناقض. ولذلك يجب أن يكون متساميا.

## روابط خارجية
- إيريك ويستاين، {{{title}}}، ماثوورلد Mathworld (باللغة الإنكليزية).
- (متسلسلة A030178 في OEIS)